# Нестор Альманца (2002)
Нестор Евіян Альманца Труйоль (ісп. Néstor Evián Almanza Truyol; нар. 28 липня 2002) — чилійський борець греко-римського стилю кубинського походження, Панамериканський чемпіон у віковій групі до 20 років, срібний та бронзовий призер Панамериканських чемпіонатів, учасник Олімпійських ігор.

## Життєпис
Він є сином Мілагрос і Нестора Альманци, борця, який був четвертим на Олімпійських іграх у Барселоні 1992 року та чемпіоном світу 1993 року. З дитинства на Кубі батько відвів його до тренувального центру, де сам працював тренером. Згодом батьки розлучилися. Хлопець залишився жити в Гавані, а його батько переїхав до Чилі в травні 2013 року, щоб працювати у федерації головним тренером національної збірної. У 2020 році Нестор Альманца-молодший і сам вирішив переїхати до Чилі, щоб і далі тренуватися у свого тата. У 2022 році він виграв Панамериканський чемпіонат у віковій групі до 20 років. Того ж року він натуралізувався. У лютому 2024 року Нестор Альманца виграв Олімпійський кваліфікаційний турнір в Акапулько, здобувши право виступити на Олімпійських іграх в Парижі. На олімпійському турнірі Нестор Альманца програв у першій же сутичці представнику Молдови Валентинові Петіку і вибув з боротьби за медалі.

## Спортивні результати на міжнародних змаганнях

### Виступи на Олімпіадах
| Змагання                    | Збірна | Вагова категорія                 | Місце |
| --------------------------- | ------ | -------------------------------- | ----- |
| Літні Олімпійські ігри 2024 | Чилі   | греко-римська боротьба, до 67 кг | 13    |

### Виступи на Чемпіонатах світу
| Змагання                        | Збірна | Вагова категорія                 | Місце |
| ------------------------------- | ------ | -------------------------------- | ----- |
| Чемпіонат світу з боротьби 2022 | Чилі   | греко-римська боротьба, до 67 кг | 23    |
| Чемпіонат світу з боротьби 2023 | Чилі   | греко-римська боротьба, до 67 кг | 32    |

### Виступи на Панамериканських чемпіонатах
| Змагання                                   | Збірна | Вагова категорія                 | Місце  |
| ------------------------------------------ | ------ | -------------------------------- | ------ |
| Панамериканський чемпіонат з боротьби 2023 | Чилі   | греко-римська боротьба, до 67 кг | Срібло |
| Панамериканський чемпіонат з боротьби 2024 | Чилі   | греко-римська боротьба, до 67 кг | Бронза |

### Виступи на Панамериканських іграх
| Змагання                  | Збірна | Вагова категорія                 | Місце |
| ------------------------- | ------ | -------------------------------- | ----- |
| Панамериканські ігри 2023 | Чилі   | греко-римська боротьба, до 67 кг | 5     |

### Виступи на інших змаганнях
| Змагання                                                        | Збірна | Вагова категорія                 | Місце  |
| --------------------------------------------------------------- | ------ | -------------------------------- | ------ |
| Гран-прі Німеччини з боротьби 2022                              | Чилі   | греко-римська боротьба, до 67 кг | 5      |
| Міжнародний турнір Любомира Івановича-Гедзи 2022                | Чилі   | греко-римська боротьба, до 67 кг | 5      |
| Меморіал Імре Поляка та Яноша Варги 2023                        | Чилі   | греко-римська боротьба, до 67 кг | 22     |
| Кубок Владислава Пітласинські 2023                              | Чилі   | греко-римська боротьба, до 67 кг | 14     |
| Гран-прі Німеччини з боротьби 2023                              | Чилі   | греко-римська боротьба, до 67 кг | 8      |
| Відкритий чемпіонат Загреба з боротьби 2024                     | Чилі   | греко-римська боротьба, до 67 кг | 19     |
| Олімпійський кваліфікаційний турнір з боротьби 2024 (Акапулько) | Чилі   | греко-римська боротьба, до 67 кг | Золото |
| Меморіал Імре Поляка та Яноша Варги 2024                        | Чилі   | греко-римська боротьба, до 67 кг | 13     |
| Меморіал Маттео Пелліконе 2024                                  | Чилі   | греко-римська боротьба, до 67 кг | Золото |
| Кубок Владислава Пітласинські 2024                              | Чилі   | греко-римська боротьба, до 67 кг | 7      |

### Виступи на змаганнях молодших вікових груп
| Змагання                                                | Збірна | Вагова категорія                 | Місце  |
| ------------------------------------------------------- | ------ | -------------------------------- | ------ |
| Панамериканський чемпіонат з боротьби серед молоді 2022 | Чилі   | греко-римська боротьба, до 67 кг | Золото |
| Чемпіонат світу з боротьби серед молоді 2022            | Чилі   | греко-римська боротьба, до 67 кг | 18     |